# Horst Schröder (Jurist)
Horst Schröder (* 9. März 1913 in Bremen, Deutsches Reich; † 12. September 1973 in Viareggio, Italien) war ein deutscher Rechtswissenschaftler und Hochschullehrer an der Eberhard-Karls-Universität Tübingen.
Schröder studierte in Münster, München und Genf. Promoviert wurde er in Münster im Jahr 1937 mit einer Arbeit über Voraussetzungen für die Anwendbarkeit der Normen von Betriebsordnung und Tarifordnung auf das Verhältnis Unternehmer-Gefolgsmann; 1939 folgte die Habilitation. Das Thema der Habilitationsschrift  war Unwahrer und unwahrhaftiger Eid.
Im Jahr 1942 wurde Schröder außerordentlicher Professor an der Universität Graz, ehe er 1948 als Ordinarius an die Christian-Albrechts-Universität zu Kiel berufen wurde. 1955 folgte ein Ruf an die Eberhard-Karls-Universität in Tübingen auf den zuvor von Adolf Schönke innegehabten Lehrstuhl. Hier lehrte Schröder bis zu seinem Tode bei einem Badeunfall Strafrecht, Strafprozessrecht und Zivilverfahrensrecht. 
Er bearbeitete nach dem Tode Adolf Schönkes (1953) dessen Kommentare zum Zivilprozessrecht in 8. Auflage und vor allem zum Strafgesetzbuch (7. bis 17. Auflage). Letzterer war unter dem Titel Schönke/Schröder und ist, seit der 31. Auflage 2025, als Tübinger Kommentar noch heute einer der Standardkommentare zum deutschen Strafgesetzbuch.
Nach seinem Tode widmeten ihm Schüler und Weggefährten im Jahr 1978 eine Gedächtnisschrift. Sein Sohn Wolf Christian Schröder (* 1947) ist Schriftsteller.